# Želim si na Jamajko
Prvoten naslov neznan, je v originalu skladba, ki jo je napisal Milan S. Ilić, ta je avtor tako glasbe in prvotnega besedila. Ni jasno ali je bila ta sploh kdaj posneta in izdana ali gre samo za avtorstvo oz. preigravanje.

## Gu-Gu
»Želim si na Jamajko« je skladba in single skupine Gu-Gu iz leta 1984, sicer pa je to priredba. Slovensko besedilo je napisal oziroma nekoliko priredil Tomo Jurak.

### Pop delavnica '84
Javno pa je bila prvič predstavljena v 8. predtekmovalni radijski oddaji (23. aprila 1984) v sklopu Pop delavnice '84, druge tovrstne prireditve zapored.
Finalna televizijska oddaja pa je potekala 31. maja 1984 v velenjski Rdeči dvorani, ko so Gu-Gu osvojili 1. nagrado občinstva. Skladba je izšla tudi na kasetni kompilaciji prireditve.

### Snemanje
Posneta v studiu Metro, leta 1984 kot single izdana pri založbi Helidon, leto kasneje pa še na njihovem debitantskem studijskem albumu z naslovom Ta veseli dan ali Gu-Gu Play for You pri založbi ZKP RTV Ljubljana.

### Produkcija
- Milan Ilić – glasba, besedilo (original)
- Tomo Jurak – besedilo (slovensko)
- Čarli Novak – aranžma
- Tadej Hrušovar – producent
- Peter Gruden – tonski snemalec

### Studijska izvedba
- Tomo Jurak – kitara, solo vokal
- Roman Medvešek – kitara, vokal
- Čarli Novak – bas kitara, vokal
- Tone Dimnik – bobni, vokal
- Igor Ribič – klaviature, vokal

## Mala plošča
7" vinilka
- »Želim si na Jamajko« (A-stran) – 3:54
- »Aero-bik« (B-stran) – 4:28

## Ostale priredbe
- 1999 – PM United (v produkciji Dee Jay Time)
- 2014 – M*M (parodija »Nočem na Jamajko«)